# Station La Ferté-Saint-Aubin
Station La Ferté-Saint-Aubin is een spoorwegstation in de Franse gemeente La Ferté-Saint-Aubin.